# Músculo serrato anterior
El músculo serrato anterior o serrato mayor ([TA]: Musculus serratus anterior) es un músculo situado en la cara lateral superior del tórax.
Se origina con nueve digitaciones en las nueve costillas superiores y se inserta en el borde medial de la escápula.

## Orígenes e Inserciones
Tiene tres orígenes:
- Porción superior: costillas I y II (convergen moderadamente).
- Porción media: costillas II a IV (divergen).
- Porción inferior: costillas V a IX (convergen mucho). En esta porción se entrelaza con las digitaciones que dan origen al músculo oblicuo externo del abdomen.

Al igual que tiene tres orígenes, tiene tres inserciones:
- Porción superior: ángulo superior de la escápula.
- Porción media: borde medial de la escápula.
- Porción inferior: ángulo inferior de la escápula.

## Función
Su principal función es la de estabilizar la escápula. Su tono basal garantiza la correcta aplicación de la escápula al tórax y evita que el borde medial de la escápula se separe en sentido posterior. Si falla el músculo por debilidad o parálisis se observa el signo de escápula alada. 
Su parte superior eleva la escápula, su parte media desciende la misma así como su parte inferior desciende la escápula y gira su ángulo inferior externamente para permitir la elevación del brazo más allá de la horizontal juntamente con el músculo trapecio.
En el tórax con la escápula como punto fijo, eleva las costillas (inspiración).
Su función en cadena cinética abierta es la abducción escapular (rotación con el vértice inferior hacia lateral) y aducción escapular, y en cadena cinética cerrada es la anteriorización del tórax respecto al brazo y a la misma escápula.

## Inervación
Inervado por nervio torácico largo.

## Irrigación
Se encuentra irrigado por la arteria torácica lateral.